# De/Vision
De/Vision – niemiecki zespół grający muzykę synth pop pochodzący z rejonu Darmstadt. Większość tekstów jest po angielsku, tylko kilka piosenek po niemiecku. Zespół został założony w 1988 r. i początkowy skład to Thomas Adam, Steffen Keth, Stefan Blender, i Markus Ganssert.

## Życiorys

### Wczesne lata
Zespół De/Vision powstał w 1988 roku w niemieckim mieście Bensheim. Założyło go czterech kolegów: Steffen Keth, Thomas Adam (którzy znali się już dużo wcześniej), Markus Ganssert i Stefan Blender. Do końca roku 1988, zespół pracował nad pierwszymi piosenkami, aby w 1989 zaprezentować je na pierwszych trzech koncertach De/Vision, które odbyły się 13, 14 i 15 lutego w niemieckim mieście Darmstadt.
Większość z zagranego wtedy materiału szybko odeszła w zapomnienie, co podkreśla jak płodnym był wówczas zespół. Nowe utwory pojawiły się bardzo szybko wypychając z repertuaru starsze. Rok 1990 okazał się dla D/V bardzo ekscytujący. Grupa dawała coraz więcej koncertów i dwukrotnie dzieliła scenę z weteranami elektronicznej muzyki – zespołem Psyche.

### Pierwsze wydawnictwa
W kwietniu 1991, mając już sporą grupę fanów, De/Vision decydował się wydać winylowego singla z utworem „Your Hands On My Skin” (który został nagrany w czerwcu 1990 roku). Jako że nikt wówczas nie był zainteresowany kontraktem z młodym zespołem, oni sami razem ze swoim nowym managerem Lorenzem Macke, zdecydowali się na tę okazję założyć własną wytwórnię Synthetic Records. Singel pojawił się w mocno limitowanym nakładzie i rozszedł się błyskawicznie, nie tylko wśród fanów zespołu. Równocześnie na koncertach De/Vision dostępna jest wypełniona materiałem płyta demo „Tears Of Missing Days” (która do dziś jest białym krukiem wśród kolekcjonerów ponieważ większość z piosenek na niej zawartych nigdy później nie pojawiła się na żadnym wydawnictwie zespołu). Koncert 5 kwietnia 1991 okazał się być ostatnim w towarzystwie Stefana Blendera, który odszedł z zespołu. D/V utracili nie tylko perkusistę (Blender na koncertach obsługiwał automat), ale i autora wielu utworów. Grupa jako trio nagrała materiał na EP „Boy On The Street” wydaną w 1992 przez Synthetic Records.
O De/Vision zaczęło być coraz głośniej również poza granicami Niemiec. W marcu 1993 roku, De/Vision podpisali kontrakt z wytwórnią Strange Ways Record. Już w sierpniu wydany został singel „Try To Forget” zwiastujący album World Without End a sam utwór staje się legendą muzyki electro.
Pierwszy oficjalnie wydany long play zespołu ukazał się w styczniu 1994. Kolejne albumy zespołu „Unversed In Love” i „Fairyland?”, umocniły pozycję De/Vision wśród zespołów electro.
W międzyczasie pojawiło się również wydawnictwo o nazwie Antiquity, które zawiera niewydane wcześniej, ale kultowe wśród fanów utwory. Wiele z nich zostaje nieco zmienionych w warstwie lirycznej, powodem było to, iż autorem oryginałów był Stefan Blender, którego w zespole już nie było.

### Era WEA
Stale koncertującą i rozwijającą się grupę dostrzegł w 1997 roku WEA (Warner Elektra Atlantic) i zdecydował się podpisać kontrakt z De/Vision. Zespół zgodził się na współpracę, dzięki czemu kolejna płyta nagrywana była przy użyciu nowszego i lepszego sprzętu w profesjonalnym studiu nagraniowym. Jako pożegnanie ze Strange Ways Records, wydana została płyta Zehn – składanka największych przebojów D/V do 1998 roku.
Efektem kontraktu z WEA był album Monosex, który przez fanów zespołu, uważany jest za punkt zwrotny w karierze zespołu. Ze względu na „dojrzałe” i nowoczesne brzmienie w stosunku do poprzednich płyt, narobił on zamieszania wśród fanów. Monosex wzbudził również wiele kontrowersji, ponieważ był on zdecydowanie bardziej komercyjną i łatwą w odbiorze płytą. Pozwoliło to jednak zespołowi na zawojowanie rodzimych „alternatywnych” list przebojów utworami „We Fly Tonight” oraz „Strange Affection”, które są największym komercyjnym sukcesem grupy. Trio po zakończeniu wyczerpującej trasy szybko rozpoczęło pracę nad kolejną płytą wraz z nowym producentem George’em Kaleve.
Naciski ze strony wytwórni (która chciała otrzymać drugiego Monosex) oraz coraz większe różnice zdań (w kwestii muzycznej) między członkami zespołu, powodują, iż fani otrzymali dziwną, bardzo eksperymentalną, choć przez wielu uważaną za najlepszą, płytę Void.
Pierwszy singel, przebojowy „Foreigner”, odniósł olbrzymi sukces jednak, co do reszty materiału, nie wszyscy fani byli zachwyceni, zwłaszcza przytłaczającą (jak na zespół przez wiele lat grający czystą elektronikę) ilością gitar.
Void nadal pozostaje jedną z najlepszych, lecz bardzo niedocenionych płyt D/V. Jeszcze podczas trasy koncertowej „Void Tour” (równie szokującej, bo oprócz zatrudnionego już na poprzedniej trasie gitarzysty, na koncertach pojawiła się „żywa” perkusja) WEA zdecydował się nie przedłużać kontraktu z De/Vision. Jak wspomina wokalista Steffen Keth, zespół rozpoczynał każdy kolejny koncert trasy ze świadomością tego, że nie mają już wytwórni, która będzie wydawać ich płyty. W 2001 roku, De/Vision opuścił Markus Gansert.
Jego decyzja spowodowana była brakiem wspólnego zdania z kolegami z zespołu na temat muzycznego kierunku, jaki mieli obrać w przyszłości.

### Dwóch
Steffen Keth i Thomas Adam zdecydowali się kontynuować jako duet. Podpisali kontrakt z wytwórnią Drakkar i rozpoczęli prace nad kolejną płytą. Do studia ponownie zaprosili producenta Georga Kaleve.
Podkreślający obecny stan składu grupy, album Two ukazał się w drugiej połowie 2001 roku. Jego wydanie poprzedzał, zarejestrowany przez Viva 2, występ „bez prądu”. Nowa płyta De/Vision jest znacznie spokojniejsza od agresywnego poprzednika, dominują na niej smutne ballady i popowe hymny (jak singlowy „Heart-Shaped Tumor”). Całość idealnie odzwierciedla twórczą i życiową niepewność zespołu w tym czasie. W roku 2002 ukazało się jeszcze wydawnictwo Remixed zawierające remiksy różnych starszych utworów D/V, a Steffen Keth brał udział w kooperacji z Green Court, czego wynikiem są dwa single: „Shining” i „Take (My Breath Away)”. Znacznie pewniejszy w brzmieniu okazał się wydany w 2003 roku Devolution. Jak wskazuje nazwa, album ukazuje ewolucje muzyczną zespołu.
Trasa promująca płytę została upamiętniona na wydawnictwie koncertowym Devolution Tour – Live 2003.
Na początku 2004 roku, De/Vision postanowili zakończyć współpracę z wieloletnim managerem grupy, Lorenzem Macke. Zespół był coraz bardziej niezadowolony z tego jak kierował on interesami D/V.

### Powrót do korzeni
Przez pierwszą połowę 2004 roku, Steffen Keth i Thomas Adam w towarzystwie dwójki producentów Arne Schumana i Josefa Bacha, nagrywali płytę 6 Feet Underground, która ukazała się przed wakacjami. Jak podkreślał zespół, album był próbą powrotu do korzeni i uzyskania maksymalnie elektronicznego brzmienia. Doszło również do współpracy ze znanym niemieckim DJ-em Markiem Van Linden, czego wynikiem jest hit „The Real Thing”, w którym udziela się wokalnie Steffen Keth. Równie „pierwotny” jak poprzednik okazał się być wydany na początku 2006 roku Subkutan. Jest to najbardziej elektroniczny album De/Vision od czasów Fairyland?. Jesienią został wydany album „Best Of” zawierające największe przeboje D/V z lat 1998 do 2006. Całość promował nowy utwór „Love Will Find A Way”, który napisany został nie tylko przez Steffena i Thomasa, ale i producentów dwóch poprzednich płyt. Taki układ bardzo spodobał się De/Vision, ponieważ album Noob, który ukazał się 25 sierpnia 2007 roku, powstał również jako efekt twórczej współpracy z Arne Schumannem i Josefem Bachem.
Nieco kontrowersyjny, dyskotekowy utwór „Flavour Of The Week” szybko zdobył wysokie miejsca na listach przebojów.

## Członkowie
- Thomas Adam – syntezator, autor, wokal
- Steffen Keth – wokal, kompozytor
- Markus Ganssert (w latach 1988–2000)
- Stefan Blender (w latach 1988–1991)

## Dyskografia
- Pełne albumy
  - World without End (1993)
  - Unversed in Love (1995)
  - Fairyland (1996)
  - Monosex (1998)
  - Void (2000)[1]
  - Two (2001)
  - Devolution (2003)
  - 6 Feet Underground (2004)
  - Subkutan (2006)
  - Noob (2007)
  - Popgefahr (2010)
  - Rockets & Swords (2012)
  - 13 (2016)
  - Citybeats (2018)

- DVDs
  - Unplugged And the Motion Pictures [PAL] (2003)
  - Pictures of the Past [NTSC] (2003)

Źródło: Oficjalna strona zespołu 